# Église luthérienne de Tachkent
L'église luthérienne de Tachkent est une église évangélique-luthérienne située à Tachkent, capitale de l'Ouzbékistan. Elle dépend de l'Église évangélique-luthérienne d'Ouzbékistan. Son adresse est 37 rue Sadyk Azimov, anciennement rue Joukovski. Les services sont en russe et en allemand.

## Historique
Cette petite église a été construite par l'architecte Alexeï Benois en style néogothique et financée par Karl Hieronymus Krause (1845-1909) pour la communauté luthérienne de la ville, essentiellement germanophone, mais également d'origine finnoise ou suédoise. Celle-ci est dirigée depuis 1892 par le pasteur Justus Jurgenson. En effet l'Empire russe comprenait un nombre important de sujets germanophones, originaires des Pays baltes (Courlande, Livonie et Estland), de la Volga, etc. ou installés dans les grandes villes de l'Empire, comme ici à Tachkent. Il existait aussi quelques familles originaires du grand-duché de Finlande installées au Turkestan.
Le premier service se tient le 3 octobre 1899. Comme la plupart des édifices religieux de la ville, l'église luthérienne est fermée au culte par les autorités de la république socialiste soviétique d'Ouzbékistan à la fin des années 1920, pour être transformée en dépôt, puis dans les années 1970 donnée au conservatoire de Tachkent qui restaure l'édifice. Celui-ci devient alors une annexe pour le chant lyrique. On y installe également un orgue pour des concerts d'orgue.
L'église a été rendue au culte luthérien par les autorités municipales en 1993, bien que la communauté fût extrêmement réduite. C'est en effet le seul lieu de culte luthérien d'Asie centrale qui subsiste aujourd'hui dans un édifice à part. La communauté se chiffrait à deux cents personnes en 2010 à Tachkent, et à environ trois cent cinquante personnes dans tout l'Ouzbékistan (notamment à Ferghana). Plus de mille paroissiens luthériens de Tachkent ont quitté le pays depuis une dizaine d'années. C'étaient des descendants d'Allemands de la Volga (ou d'autres régions d'URSS) déportés par Staline en Ouzbékistan. La plupart des descendants de luthériens ont quitté le pays après la chute de l'URSS et l'indépendance de l'Ouzbékistan pour émigrer en Allemagne.

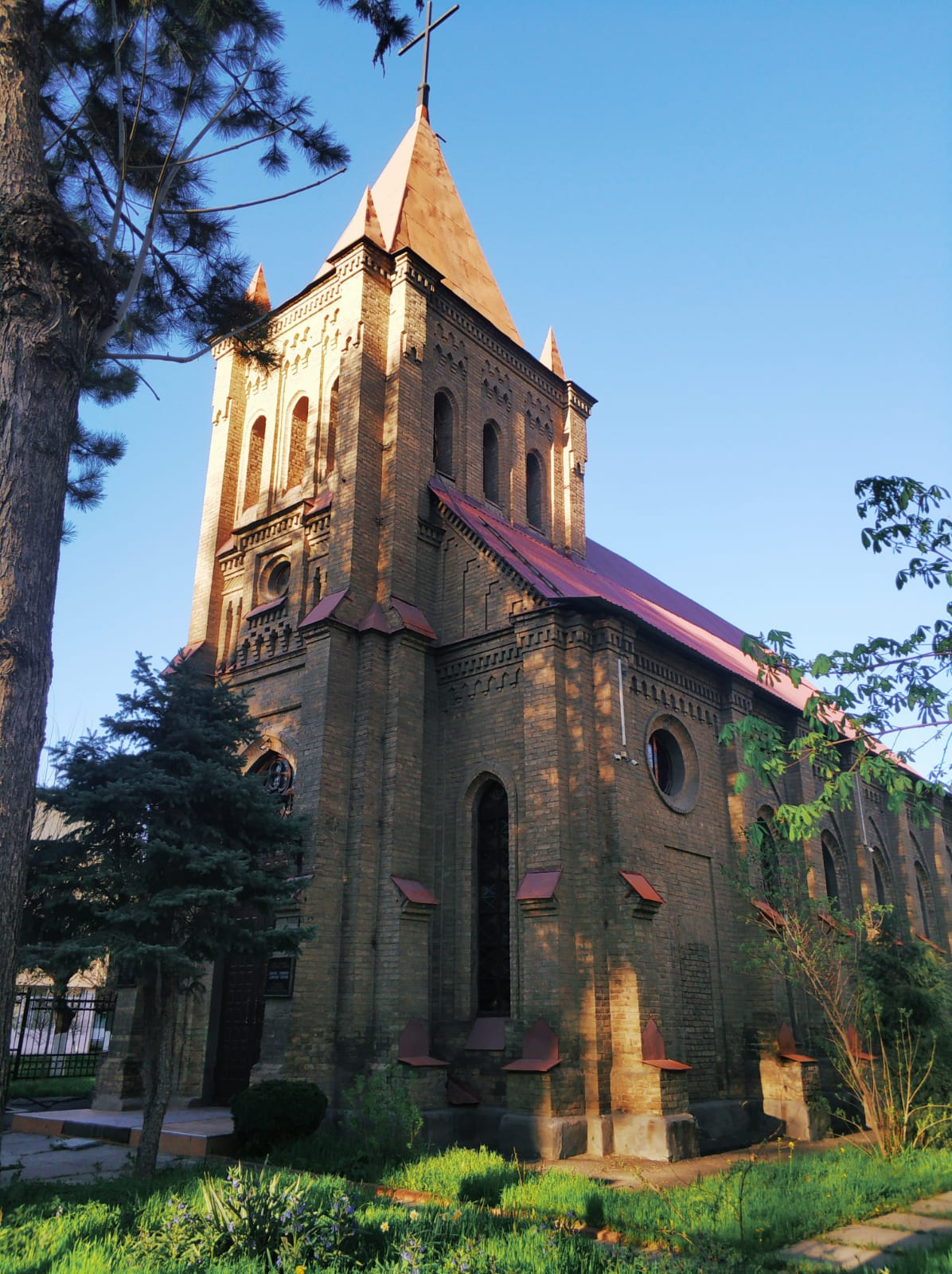
Vue de l'église en mars 2022.